# Waitin' to Inhale
Albums de Devin the Dude
To tha X-Treme
(2004) Landing Gear
(2008)
Waitin' to Inhale est le quatrième album studio de Devin the Dude, sorti le 20 mars 2007.
L'album s'est classé 9e au Top R&B/Hip-Hop Albums et 30e au Billboard 200.

## Liste des titres
| No  | Titre                                           | Auteur                                                                       | Contient un (des) sample(s) de  | Durée |
| --- | ----------------------------------------------- | ---------------------------------------------------------------------------- | ------------------------------- | ----- |
| 1.  | Boom I                                          |                                                                              |                                 | 0:58  |
| 2.  | She Want That Money (featuring Odd Squad)       | Copeland, Poye                                                               |                                 | 4:52  |
| 3.  | Almighty Dollar (featuring Tony Mac)            | Copeland, Escobedo                                                           |                                 | 4:09  |
| 4.  | Hope I Don't Get Sick-A-This                    | Copleand, Henderson                                                          |                                 | 3:49  |
| 5.  | What a Job (featuring André 3000 et Snoop Dogg) | Benjamin, Broadus, Copeland, Henderson                                       |                                 | 5:32  |
| 6.  | Broccoli & Cheese                               | Copeland, Poye                                                               | Forever Mine des O'Jays         | 3:59  |
| 7.  | Boom II                                         |                                                                              |                                 | 0:56  |
| 8.  | She Useta Be                                    | Copeland, Gaye, Poye                                                         | Latin Reaction de Gato Barbieri | 4:57  |
| 9.  | Lil' Girl Gone (featuring Lil Wayne et Bun B)   | Broomfield, Carter, Copeland, Freeman, McKinney                              | Diana d'Eugene Wilde            | 5:15  |
| 10. | No Longer Needed Here (featuring GT)            | Copeland, Poye                                                               |                                 | 5:09  |
| 11. | Just Because                                    | Cohn, Copeland, Ervin, Ettinger, Pierce, Simon, Smith                        |                                 | 3:45  |
| 12. | Don't Wanna Be Alone                            | Beck, Banner, Copeland, Jones, Middlebrook, Pierce, Poye, Satchell, Williams | Alone des Ohio Players          | 5:31  |
| 13. | Somebody Else's Wife (featuring 14K)            | Copeland, Poye                                                               |                                 | 4:17  |
| 14. | Boom III                                        |                                                                              |                                 | 0:29  |
| 15. | Cutcha' Up                                      | Copeland, Dean, Smit                                                         |                                 | 3:31  |
| 16. | Nothin' to Roll With                            | Copeland, Dean, Smit                                                         |                                 | 2:03  |
| 17. | Til' It's All Gone (featuring Odd Squad)        | Copeland, Johnson, McQueen                                                   |                                 | 7:58  |